# Agros
Agros (Grieks: Αγρός) is een dorp in het Troödosgebergte, in de regio Pitsilia in het zuidwesten van Cyprus. Het is gebouwd tussen hoge bergen op een hoogte van 1100 meter en heeft de vorm van een amfitheater. Met ongeveer 1000 inwoners behoort het tot de grotere dorpen in Troödos. Het dorp is onder meer bekend vanwege de productie van rozenwater.